# 敬天
敬天（あつたか、9月3日  - 2014年1月11日）は、日本の劇作家、演出家。元OSK日本歌劇団娘役。奈良県出身。OSK時代の芸名は恋香うつる（こいか-）。那月峻主宰の歌劇★ビジューの上演作品を中心に、独自性溢れる歌劇を手掛けた。

## 来歴
- 1983年、日本歌劇学校に入学。58期生。同期に那月峻、千爽貴世らがいる。
- 1985年、OSK日本歌劇団に次席入団。劇団内のユニット「ジュエリー・ギャル」のメンバーに抜擢される。
- 1996年、OSK日本歌劇団を退団。
- 2000年、演出家デビュー。
- 2004年、歌劇★ビジュー発足と同時に本格的に作家・演出家として『心のイドラ』を手掛ける。
- 2006年、脚本・演出を手掛けた『華紅の乱』が平成18年度文化庁芸術祭演劇部門優秀賞（関西の部）を受賞[1]。
- 2007年、歌劇★ビジュー、「震災をはじめ地域に根ざした独創性あふれるストーリーレビューを制作・発表し優れた成果をあげ、今後さらなる飛躍を期待する 」と、兵庫県芸術奨励賞を受賞。
- 2014年1月11日死去。

## OSK時代の主な出演舞台
- 「アップフェルラント物語」　フリーダ役（1991年）
- 「Dancing Wave ARABESQUE」　アイリーン役（1992年）
- 「エル・アモール」　マヌエラ役（1993年）
- 「日本のまつり 世界のまつり」（1994年）-世界祝祭博覧会
- 「天上の虹～星になった万葉人～」　額田役（1995年）
- 「レディ・アンをさがして～Looking for Lady Anne～」　エバリーン・ロス役（1996年）

## 主な上演作品年表

### 歌劇★ビジュー公演
- 「心のイドラ」（2004年12月）
- 「Gate Of The Gods」（2005年1月）
- 「月の下で逢いましょう」（2005年4月）
- 「華守の塚」（2005年7月）
- 「Love Letter」（2005年10月）
- 「光のシュバリエ」（2005年12月）
- 「禁忌詩華集」（2006年2月）
- 「女と猫とカゲロウと。」（2006年4月）
- 「Second House」（2006年6月）
- 「華紅の乱」（2006年11月）
- 「Dreams Bot」（2007年1月）
- 「モール・ヴィヴァン」（2007年5月）
- 「Shangri-La」（2007年9月）
- 「Lyric」（2007年12月）
- 「Dreams Bot'08」（2008年2月）
- 「Sweet Drops」（2008年4月）
- 「不思議の国のMr.アリス」（2008年8月）
- 「Garuda」（2008年10月）
- 「Love Letter -Refrain-」（2009年1月）
- 「Doux Passage」（2009年1月）
- 「BIJOU DE BRUIN」（2009年4月）
- 「揺たう潮の咲くらばな -序章編-」（2009年6月）
- 「神戸・真珠物語 -PEARL ANTHOLOGY-」（2009年9月）
- 「揺たう潮の咲くらばな -横浜編-」（2009年9月）
- 「Jamais Vu -ジャメビュ- 〜玻璃（はり）の星くず〜」（2010年1月）
- 「SPRING CONCERT」（2010年3月）
- 「BIJOU in SHANGHAI」（2010年7月） - 上海万博公演（海外公演）
- 「Summer Poetry」（2010年8月）
- 「神戸・真珠物語」（2010年11月）- 中国広東省公演（海外公演）
- 「神戸・真珠物語」（2010年12月）- 中国広東省公演記念
- 「Spring Wind」（2011年2月）
- 「CLOSE FRIEND」（2011年4月）- dr Xstream project 東京公演
- 「CLOSE FRIEND〜僕らのプロセスリスト〜」（2011年7月）- dr Xstream project 関西公演
- 「現ノ夢〜ものいわぬ静謐」（2011年10月）- dr Xstream project 東京公演